# Sindrome di Doege-Potter
La sindrome di Doege-Potter (DPS) è una sindrome paraneoplastica in cui è presente ipoglicemia associata a uno o più fibromi nella cavità pleurica. L'ipoglicemia è dovuta alla secrezione, da parte di questi fibromi, di fattore di crescita insulino-simile 2 (IGF-2).

## Storia
Nel 1930, la sindrome fu descritta per la prima volta separatamente da Doege e Potter.
Il termine completo sindrome di Doege-Potter non venne spesso usato fino alla pubblicazione, nel 2000, di un articolo in cui veniva utilizzato tale eponimo.

## Epidemiologia
La sindrome di Doege-Potter è rara (dal 1976 meno di cento casi sono stati descritti) e con un'incidenza di malignità pari al 12-15%. L'attuale tasso di ipoglicemia associata a fibromi è estremamente raro (in uno studio del 1981 su 360 fibromi polmonari solo il 4% era causa di ipoglicemia), limitato soprattutto a grandi tumori caratterizzati da un alto indice mitotico.

## Terapia
L'asportazione chirurgica risolve generalmente il quadro sintomatico.

## Diagnosi
Ai raggi X i fibromi appaiono come massa singola, a bordi definiti, localizzata a livello dei lobi inferiori o lungo le scissure polmonari. Analisi della curva glicemica utile a confermare la diagnosi.

## Curiosità
Il celebre dottor House, in una puntata dell'omonima serie tv, cura un paziente affetto da questa sindrome (Dr. House - Medical Division, 05x17 Il patto sociale). 